# Eugeniusz Mróz (polityk)
Eugeniusz Mróz (ur. 27 września 1934 w Starej Wsi, zm. 8 grudnia 2015 w Opolu) – polski polityk, poseł na Sejm PRL IX kadencji.

## Życiorys
Syn Marcina i Janiny. Od 1956 był nauczycielem i kierownikiem wychowania w szkole podstawowej w Paczkowie. Uzyskał tytuł zawodowy magistra pedagogiki w 1968 w Wyższej Szkole Pedagogicznej w Opolu.
Od 1948 do 1956 należał do Związku Młodzieży Polskiej. Był członkiem Zjednoczonego Stronnictwa Ludowego. W 1961 wstąpił do Polskiej Zjednoczonej Partii Robotniczej. W latach 1961–1963 był również członkiem Związku Młodzieży Socjalistycznej. Od 1966 do 1968 był I sekretarzem Komitetu Miejskiego PZPR w Paczkowie. W okresie 1968–1975 był sekretarzem ds. organizacyjnych Komitetu Powiatowego PZPR w Nysie. W 1971 był słuchaczem Centralnej Szkoły Partyjnej. Od 1975 do 1977 był przewodniczącym Rady Narodowej Miasta i Gminy Nysa oraz I sekretarzem KMiG PZPR w Nysie. Od 12 listopada 1975 do 24 listopada 1989 zasiadał w Komitecie Wojewódzkim PZPR w Opolu. Pełnił w nim funkcje kierownika Wydziału Organizacyjnego, członka egzekutywy, a także (od 1981 do 1989) I sekretarza. W 1981 został także członkiem Komitetu Centralnego PZPR. Od 1985 do 1989 był posłem na Sejm PRL IX kadencji, reprezentując okręg Kędzierzyn-Koźle. Zasiadał w Komisji Obrony Narodowej oraz w Komisji Spraw Zagranicznych.
Od 7 grudnia 2001 do 31 marca 2002 pełnił funkcję prezesa Agencji Budowy i Eksploatacji Autostrad.
Pochowany na cmentarzu komunalnym w Opolu.

## Odznaczenia
- Krzyż Oficerski Orderu Odrodzenia Polski
- Krzyż Kawalerski Orderu Odrodzenia Polski
- Złoty Krzyż Zasługi[1]
- Srebrny Order „Gwiazda Przyjaźni między Narodami” (Niemcy Wschodnie, 1986)[4]